# Liste der Naturdenkmale in Esselborn
Die Liste der Naturdenkmale in Esselborn nennt die im Gemeindegebiet von Esselborn ausgewiesenen Naturdenkmale (Stand 17. Februar 2024).

## Naturdenkmale
| Nr.         | Bezeichnung                      | Lage                                                 | Beschreibung                                 | Bild                                    |
| ----------- | -------------------------------- | ---------------------------------------------------- | -------------------------------------------- | --------------------------------------- |
| ND-7331-402 | Stieleiche in der Obergasse      | Obergasse, bei Nr. 40 Lage                           | Quercus robur                                | Direkt Bild zu diesem Denkmal hochladen |
| ND-7331-404 | Kastanien auf dem Friedhof       | Gartenstraße Lage                                    | Aesculus hippocastanum, fünf Bäume           | Direkt Bild zu diesem Denkmal hochladen |
| ND-7331-451 | Steppen-Schwarzerden-Aufschlüsse | südwestlich des Ortes; Flur Im Dintesheimer Weg Lage | flächenhaftes Naturdenkmal, zwei Teilflächen | Direkt Bild zu diesem Denkmal hochladen |